# Otiothops goloboffi
Otiothops goloboffi là một loài nhện trong họ Palpimanidae. Loài này được phát hiện ở Argentinië.